# فريدريك كينغزبيري كورتيس
فريدريك كينغزبيري كورتيس (بالإنجليزية: Frederick Kingsbury Curtis)‏ هو محامي أمريكي، ولد في 3 فبراير 1863، وتوفي في 4 مارس 1936.